# Peacock Alley (pel·lícula de 1922)
Peacock Alley és una pel·lícula muda dirigida per Robert Z. Leonard i protagonitzada per Mae Murray i Monte Blue. Basada en una història d’Ouida Bergère, la pel·lícula es va estrenar el 23 de gener de 1922 i va constituir un dels grans èxits d’aquell any. Amb la intenció de rellançar la seva carrera al principi del cinema sonor, Murray va protagonitzar-ne una nova versió produïda per Robert Z. Leonard el 1930, tot i que no obtingué l'èxit esperat. Es considera una pel·lícula perduda.

## Argument
El consell d'administració de la principal empresa manufacturera del poble nord-americà de Harmonville envia el jove Elmer Harmon a París per obtenir un contracte amb el govern francès. A París, Elmer coneix la ballarina Cleo de París que, deixant de banda els seus rics pretendents, s'enamora d'ell. El noi té molts de problemes per aconseguir el contracte fins que ella l'ajuda. La parella es casa i torna a Harmonville. S’organitza una gala en honor d'Elmer per haver salvat la prosperitat del poble on els ciutadans queden sorpresos per la moda parisenca de Cleo. Elmer ven els seus interessos i la parella es trasllada a Nova York. Per donar a Cleo els luxes als quals està acostumada, Elmer en un moment de debilitat falsifica el nom del seu oncle però és detingut. Per ajudar Elmer a sortir del mal pas, Cleo torna a l'escenari tot i que en fer-ho trenca la promesa que li va fer al seu marit. L'Elmer surt de la presó després de prometre al seu oncle que trencarà la seva relació amb Cleo però immediatament intenta buscar-la. La troba en el que sembla ser una situació compromesa de la que és innocent i això el fa pensar que les coses dolentes que s'han dit sobre ella són certes. Ell torna a Harmonville i ella, desconsolada, torna a França i es reclou a Normandia. Tres anys més tard, Elmer hi troba la Cleo juntament amb el seu fill petit que porta el seu nom i es reconcilien.

## Repartiment
- Mae Murray (Cleo de Paris)
- Monte Blue (Elmer Harmon)
- Edmund Lowe (Phil Garrison)
- William J. Ferguson (Alex Smith)
- Anders Randolf (Hugo Fenton)
- William H. Tooker (Joseph Carleton)
- Howard Lang (Abner Harmon)
- William Frederic (batlle de Harmontown)
- M. Durant (Monsieur Dubois)
- Jeffreys Lewis (Toto)
- Napoleon (el gos Napoleon)